# 3788 Стийарт
3788 Стийарт (3788 Steyaert) — астероїд головного поясу, відкритий 29 серпня 1986 року.
Тіссеранів параметр щодо Юпітера — 3,301.